# PGC 1584648
LEDA/PGC 1584648 ist eine Galaxie im Sternbild Widder auf der Ekliptik. Sie ist schätzungsweise 390 Millionen Lichtjahre von der Milchstraße entfernt. Im selben Himmelsareal befinden sich u. a. die Galaxien IC 1890, IC 1891, IC 1893, IC 1894. 
Die Typ-Ia-Supernova SN 2008gy wurde hier beobachtet.